# 27071 Rangwala
27071 Rangwala è un asteroide della fascia principale. Scoperto nel 1998, presenta un'orbita caratterizzata da un semiasse maggiore pari a 2,2921641 UA e da un'eccentricità di 0,1154285, inclinata di 3,65652° rispetto all'eclittica.